# シャルル・ド・ロアン＝ロシュフォール
シャルル・ド・ロアン＝ロシュフォール（Charles de Rohan-Rochefort, 1693年8月7日 - 1766年2月25日）は、ブルボン朝時代フランスの貴族、廷臣。ロシュフォール公及びモントーバン公。ロアン家の現在まで続く分流ロアン＝ロシュフォール家の始祖。

## 生涯
ゲメネ公シャルル3世・ド・ロアンとその2番目の妻シャルロット・エリザベート・ド・コシュフィエ（1657年 - 1719年）の間の第11子・五男。1727年すぐ上の兄エルキュール＝メリアデックがロアン家の家督を継ぐが、翌1728年弟のシャルルはロシュフォール＝アン＝イヴリーヌを中心とする所領の一部を分与され、分家を創設した 。
1722年9月23日ウジェーヌ＝マリー・ド・ベティシ・ド・メジエール侯爵の娘、エレオノール＝ウジェニー・ド・ベティシ・ド・メジエール（1707年 - 1757年）と結婚、間に4人の子をもうけた 。
- エレオノール＝ルイーズ＝コンスタンス（1728年 - 1792年） - 1742年ジャン＝ギヨーム・ド・メロード＝ウェステルロー侯爵[4]と結婚
- シャルル＝ジュール＝アルマン（1729年 - 1811年） - ロシュフォール公及びモントーバン公
- ルイーズ＝ジュリー＝コンスタンス（1734年 - 1815年） - ブリオンヌ公ルイ・シャルル・ド・ロレーヌと結婚
- ウジェーヌ＝エルキュール＝カミーユ（1737年 - 1816年） - オンブリエール修道院（フランス語版）院長

## 引用・脚注
1. 1 2 3  van de Pas, Leo. “Charles de Rohan”. Genealogics .org. 2010年4月8日閲覧。
2. ↑  Millar, Stephan. “The Ancien Régime Peerage (4 August 1789)”. Napoleonseries.org. 2010年3月29日閲覧。
3. ↑  母親のメジエール侯爵夫人エリナー・オグルソープ＝メジエール（英語版）は、ジャコバイトのステュアート家を熱心に支持した政治家・軍人セオフィラス・オグルソープ（英語版）とその妻エリナー・オグルソープ（英語版）の娘で、自身も熱心なジャコバイト活動家だった。弟のジェームズ・オグルソープは北米ジョージア植民地の建設者である。
4. ↑  ジャン＝フィリップ＝ウジェーヌ・ド・メロード＝ウェステルロー（英語版）侯爵の長男。